# مطبخ أمريكا الشمالية

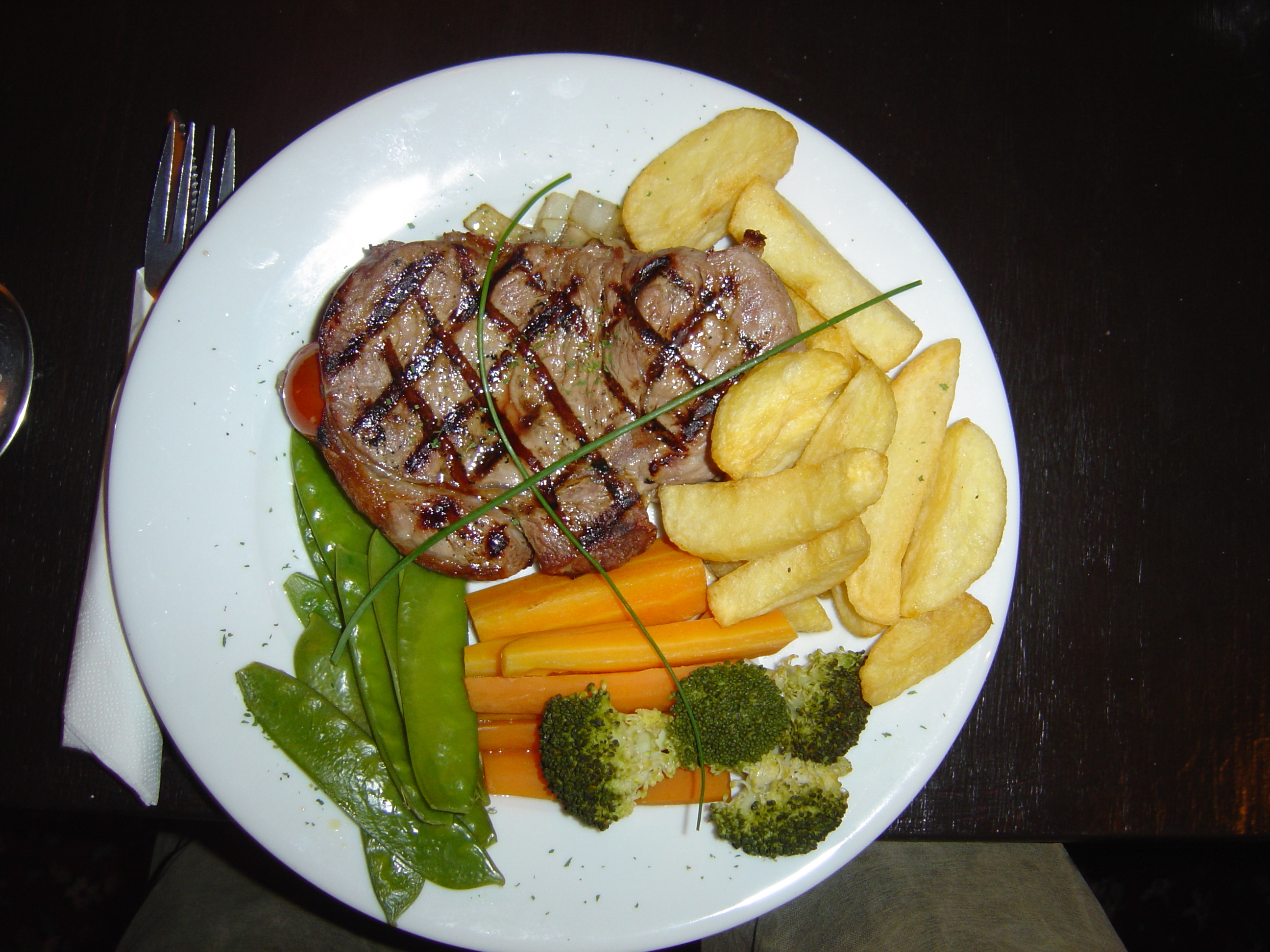

مطبخ أمريكا الشمالية مصطلح يشمل المأكولات الشعبية المنتشرة في دول أمريكا الشمالية والتي تشمل الولايات المتحدة الأميركية وكندا والمكسيك. ويمكن للمصطلح أن يشتمل أيضاً على مطبخ أمريكا الوسطى وجزر الكاريبي. والمعروف أن أطعمة هذه المناطق تأثرت بالعديد من المطابخ العالمية وبخاصة الأوروبية والآسيوية وطرق طهي شعوب الأميركيين الأصليين.

## الدول
- مطبخ سلفادوري